# Kvarnranunkel
Kvarnranunkel (Ranunculus pensylvanicus) är en ranunkelväxtart som beskrevs av Carl von Linné d.y.. Kvarnranunkel ingår i släktet ranunkler, och familjen ranunkelväxter. Inga underarter finns listade i Catalogue of Life.

## Bildgalleri

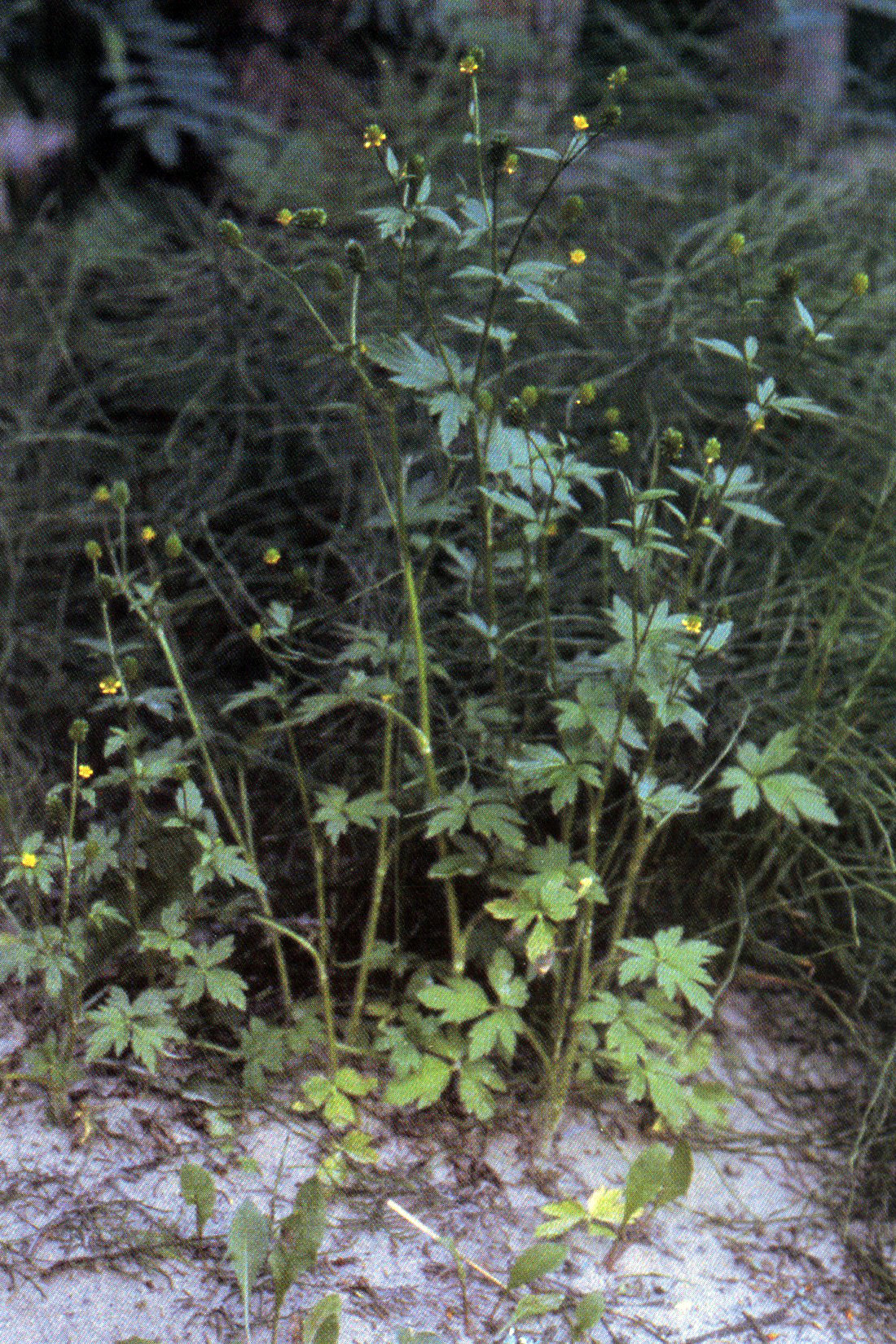